# Idalus borealis
Idalus borealis är en fjärilsart som beskrevs av Rothschild 1909. Idalus borealis ingår i släktet Idalus och familjen björnspinnare. Inga underarter finns listade i Catalogue of Life.